# Săpata
Săpata is een Roemeense gemeente in het district Argeș.
Săpata telt 1902 inwoners.